# Koterovská lípa
Koterovská lípa je památný strom v Koterově v Plzni. Přes 260 let stará lípa velkolistá (Tilia platyphyllos) roste na umělém ostrově mezi řekou Úslavou a náhonem Koterovského mlýna čp. 17 v nadmořské výšce 330 m. Nízká lípa má rozložitou, takřka kulovou korunu. Dutý kmen kuželovitého tvaru se směrem k patě výrazně rozšiřuje, otevřená dutina je zakryta. Obvod kmene v roce vyhlášení měřil 546 cm a výška stromu dosahovala 24 m (měření 1987), podle novějšího měření dosáhl obvod kmene 605 cm, zatímco koruna se snížila na 18 m (měření ~2006). Lípa je chráněna od 23. září 1987 pro svůj vzrůst a věk.